# Choca vert
Furcraea foetida
Espèce
Furcraea foetida (appelée localement « choca vert », « cadère » ou « faux aloès »), est une espèce de plantes monocotylédones de la famille des Asparagaceae (autrefois celle des Agavacées) ; elle est originaire de la jonction des deux Amériques (Amérique centrale et Amérique du Nord, pas en Amérique du Sud car cela en ferait trois) et s'est naturalisée dans les îles du sud-ouest de l'océan Indien.

## Description

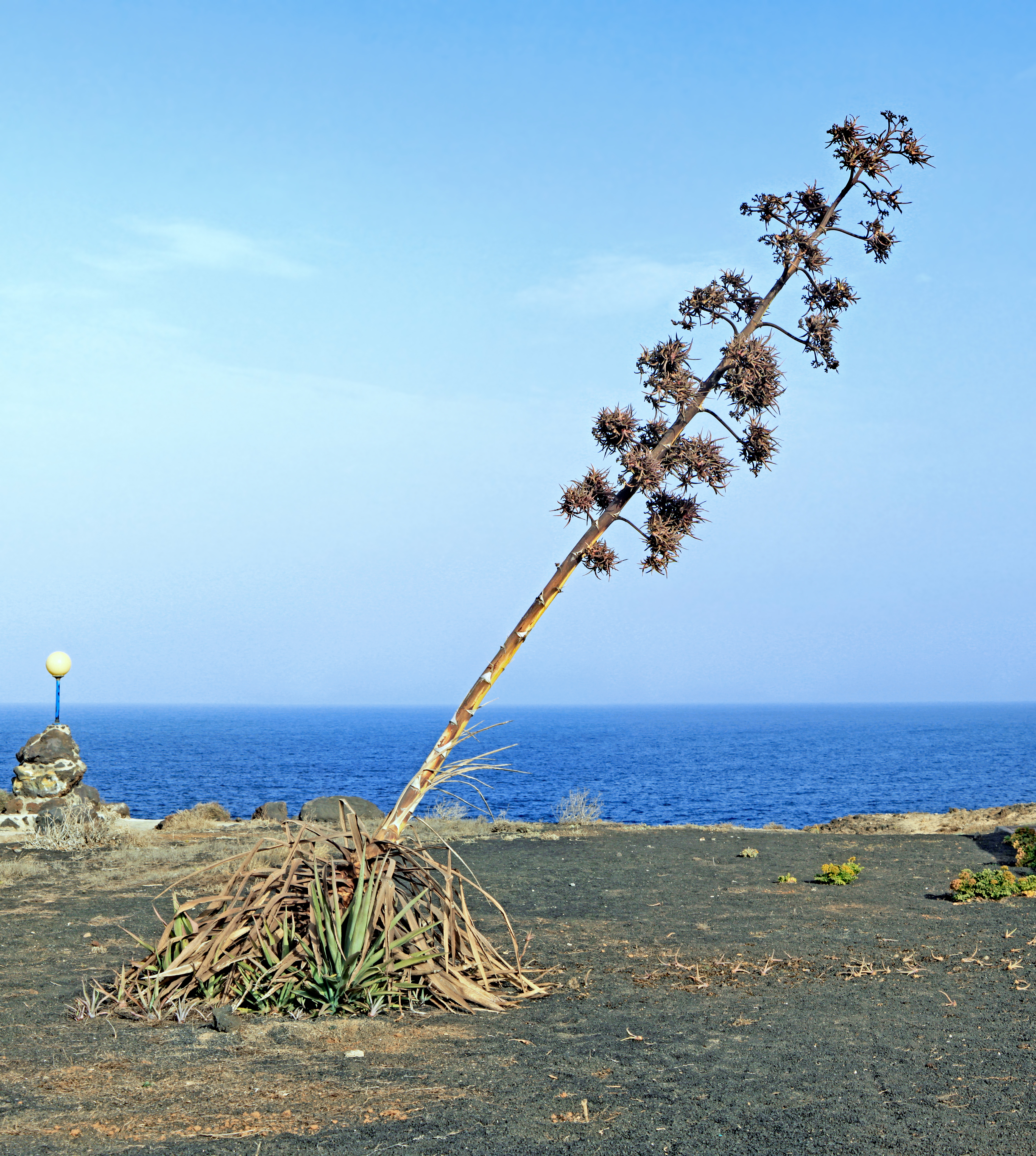
Plante avec des bulbilles, en train de mourir après la fructification.

### Aspect général
L'espèce se présente comme une grande rosette.

### Feuilles
Les feuilles mesurent de 50 centimètres à 2 mètres de long et jusqu'à 20 centimètres de large. Leur apex est pointu et leur bord est garni d'épines à la base, sur l'intégralité pour les jeunes plantes.

### Fleurs

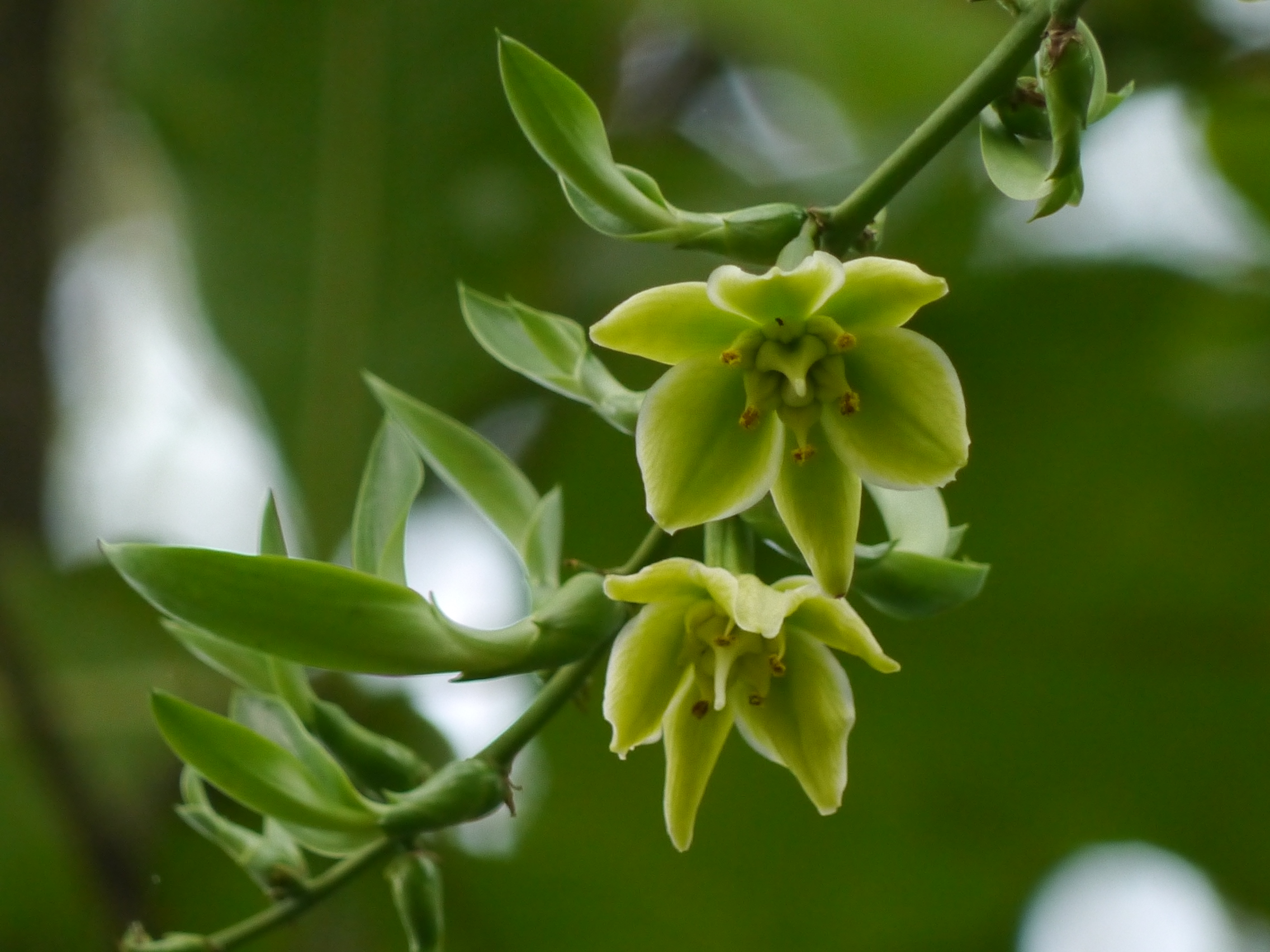
Fleurs de choca vert

Situées le long d'une hampe pouvant aller jusqu'à 10 mètres de haut, les fleurs sont blanc crème à vert clair et se composent de 3 sépales et 3 pétales d'apparence similaire, ainsi que de 6 étamines et un long style vert saillant. Comme son nom latin (Furcraea foetida) l'indique, l'espèce dégage une odeur fétide au moment de sa floraison.

### Fruits
L'espèce est monocarpique : elle ne fleurit qu'une fois avant de mourir. Comme chez certaines agaves, la floraison est suivie par l'apparition de plusieurs centaines de bulbilles réparties sur la hampe florale. Chacune est en fait un nouveau choca miniature, prêt à s'enraciner si le sol le permet. Ce système confère ainsi au choca un potentiel reproducteur extraordinairement supérieur aux autres agaves (dont les graines ont un faible pouvoir germinatif), ce qui lui permet d'être une plante envahissante en certains endroits.

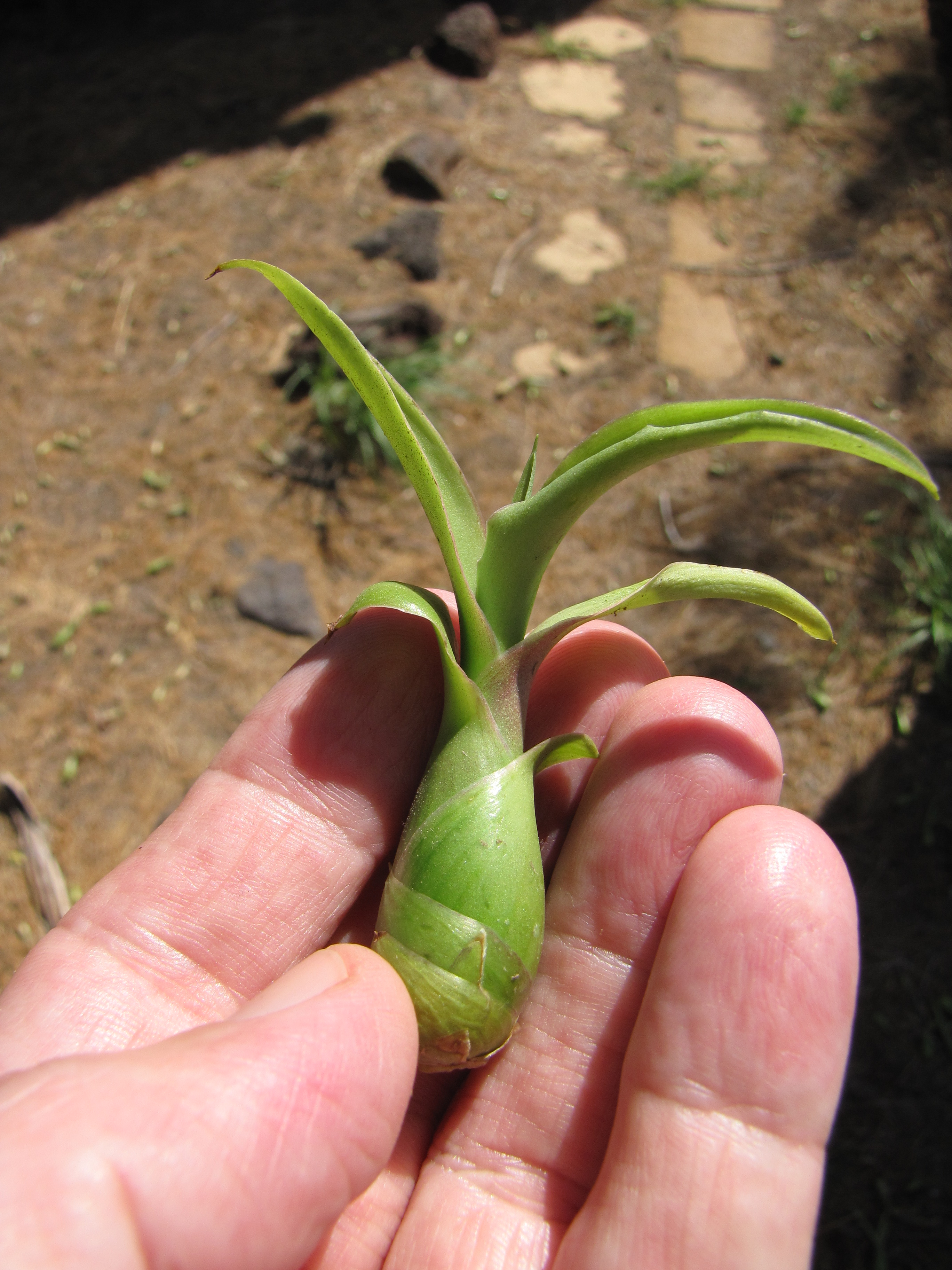
Bulbille

## Distribution
On trouve le choca vert dans les Grandes Antilles, en Amérique centrale et dans le nord de l'Amérique du Sud, par exemple à Trinidad. On le trouve également dans chacune des trois îles principales de l'archipel des Mascareignes ainsi qu'en Nouvelle-Calédonie, où il a été introduit par l'homme (en 1870 pour la Nouvelle-Calédonie) pour produire des fibres utilisées en corderie et textile.

## Usages

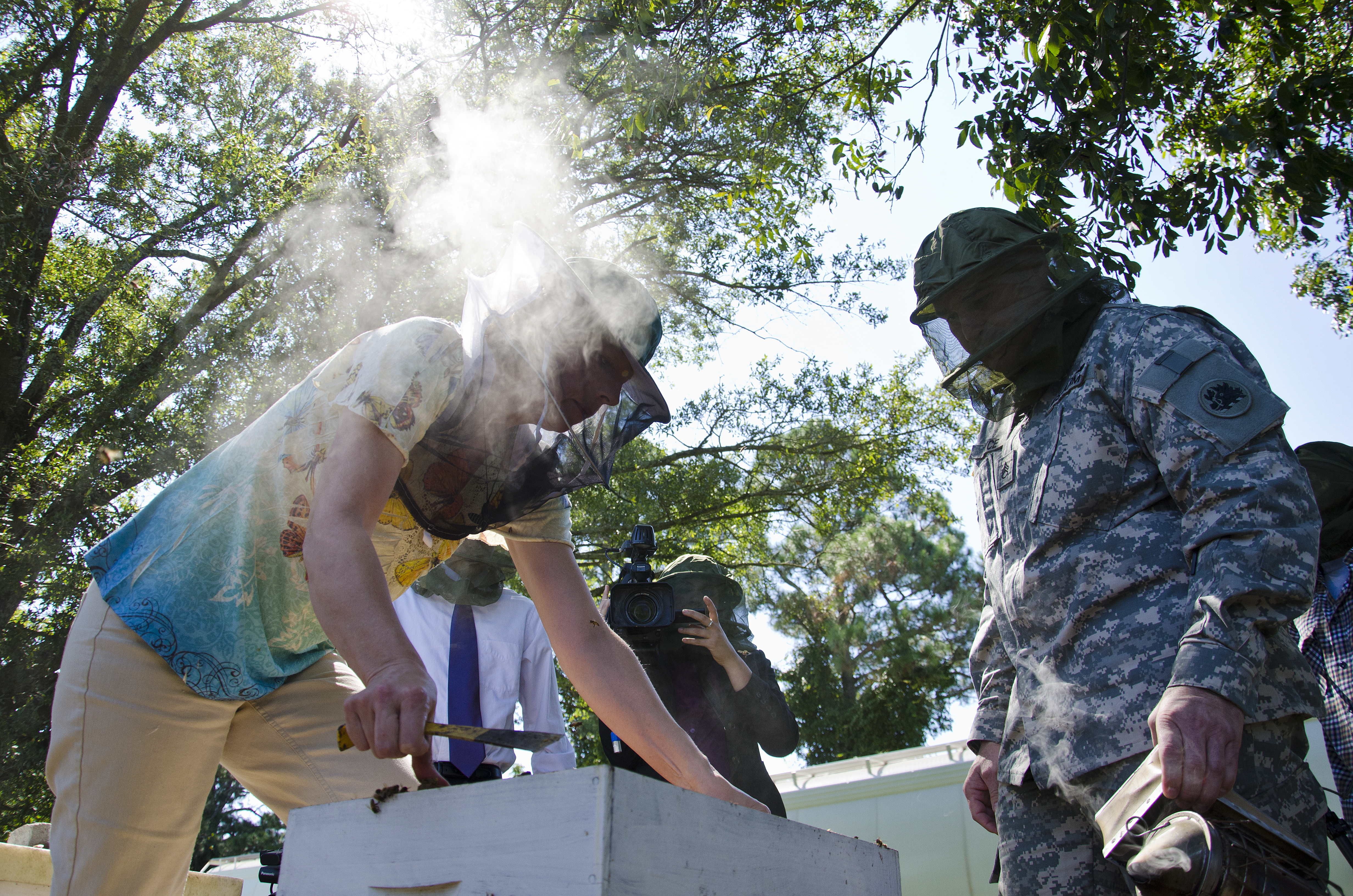
L'enfumage des ruches peut se faire avec des morceaux de la hampe une fois sèche.

L'espèce fournit de la filasse de sisal, dont le débouché principal est la fabrication de ficelle. Ceci explique qu'on le désigne parfois sous le nom de « chanvre de Maurice ».
Une fois sèches, les hampes florifères sont utilisées sous forme de petit tronçons par les apiculteurs pour enfumer les abeilles.
Les feuilles contiennent une saponine, pouvant être utilisée comme savon végétal.

## Caractère envahissant
C'est une espèce envahissante particulièrement préoccupante à La Réunion et en Nouvelle-Calédonie, jusqu'à 1000 mètres d'altitude pour cette dernière. Le Code de l'environnement de la Province Sud interdit l’introduction dans la nature de cette espèce ainsi que sa production, son transport, son utilisation, son colportage, sa cession, sa mise en vente, sa vente ou son achat.
L'espèce étant succulente et résistant bien à la sécheresse, elle peut continuer à proliférer même pendant les périodes sèches alors que les autres plantes régressent, ce qui accroît sa capacité d'invasion.